# 大津市立唐崎中学校
大津市立唐崎中学校（おおつしりつ からさきちゅうがっこう）は、滋賀県大津市唐崎二丁目にある公立中学校。敷地面積は3万3549平方メートルを有する。

## 沿革
唐崎中学校が位置する土地はかつて自衛隊の駐屯地であり（戦前の滋賀海軍航空隊跡)、1974年（昭和49年）9月に学校用地として大津市に有償で譲渡された。譲渡後、大津市ははじめに唐崎小学校・唐崎保育園・唐崎幼稚園の建設に着手し、1975年（昭和50年）に開校・開園させている。そのあとに滋賀大学教育学部附属養護学校が完成する。広大な面積の基本訓練場の土地は、大津市が中学校を設置する土地として大蔵省に譲渡処分するよう懇請し、1976年（昭和51年）6月に処分が決定した。この土地をもって、処分の翌年に大津市内で11番目の中学校として1977年（昭和52年）4月8日に開校した。
校舎の長寿命化を見込んだ改良工事が予定されており、設計業務を2021年度内に取りまとめ、2022年度早期に工事の発注が予定されている。

## 通学区域
- 大津市立唐崎小学校の通学区域及び大津市立志賀小学校の通学区域の一部[4]。